# Concordia (Kansas)
Concordia è una città degli Stati Uniti d'America, capoluogo della contea di Cloud, nello Stato del Kansas.